# 鳳凰 (李弘)
鳳凰（ほうおう）は、東晋廃帝の太和年間に、四川で発生した農民反乱の首領である李弘が使用した私年号。370年8月 - 9月。

## 西暦との対照表
| 鳳凰 | 元年  |
| 西暦 | 370年 |
| 干支 | 庚午  |

## 他元号との対照表
| 鳳凰 | 元年   |
| 東晋 | 太和5  |
| 前涼 | 升平14 |
| 代   | 建国33 |
| 前秦 | 建元6  |
| 前燕 | 建熙7  |